# Носова гласна
 Тази статия е за носовите гласни въобще.  За звуковете в старобългарски вижте Носовки.  
Носовата (или назална, назализирана) гласна е гласна, която се учленява с отпуснат велум, в резултат на което въздухът излиза едновременно през устата и през носа. Носовите гласни се противопоставят на оралните (или устнени) гласни, при които велумът е вдигнат и съответно въздухът излиза единствено през устата. Оралните гласни са по-малко маркираните – всички езици имат орални гласни, но не всички имат назални, а в тези, които имат, носовите съгласни почти винаги са по-малко на брой и се срещат в по-ограничени фонетични обкръжения.
В много езици гласните преди (или след) носова съгласна се учленяват назализирано. В други езици (като френски, португалски, полски, хинди или панджабски) назализираността на дадена гласна е фонемна (т.е. служи за разграничаване на отделните гласни) и не зависи от заобикалящите я съгласни.